# Arautos do Rei
Arautos do Rei, o The King's Heralds Brazil (en inglés), es un cuarteto musical cristiano de origen estadounidense centrado en la música sacra. Fue uno de los pioneros del estilo musical a cappella.
En 1962, fue formada la versión brasileña del cuarteto The King's Heralds, con el nombre de "Arautos do Rei" (conocido todavía así en la actualidad); el cual comenzó acompañando al Pastor Roberto Rabello en el programa radial brasileño "A Voz da Profecia" ("La Voz de la Esperanza" para hispanoamericana y/o "Voice of Prophecy" para Estados Unidos). Hoy este cuarteto es el grupo musical oficial de la Iglesia Adventista del Séptimo Día para Sudamérica.

## Historia
La historia del cuarteto The Kings Heralds, en su versión brasileña (y posteriormente sudamericana e incluso hispanoamericana), comenzó juntamente con el primer programa evangélico radial brasileño, A Voz da Profecia. El programa fue producido por primera vez en 1943, a cargo de la Iglesia Adventista del Séptimo Día, siendo todavía realizado con regularidad en la actualidad. El mismo programa ya existía en los Estados Unidos, así también como un grupo musical, conjunto a este, con el nombre "The King's Heralds". En 1962, fue formado el cuarteto "Arautos do Rei" ("The King's Heralds Brasil"). El grupo también actúa todavía con vigencia actual, aunque con algunas modificaciones de sus integrantes en el transcurso del tiempo. Desde su primera formación, hasta hoy, han grabado una cantidad considerable de álbumes en portugués, y posteriormente en español. En el año 2013 fueron nominados como finalistas del Trofeo Promessas, ganando la categoría de Mejor Grupo.

## Formaciones
Primera (Septiembre de 1962 a Junio de 1965):
- Pr Roberto Rabello (Orador)
- Prof Robert Benfield (Director Musical)
- Leni Azevedo (Directora Musical)
- Prof Ênio Monteiro (Director Musical)
- Genoveva Bergold (Directora Musical)
- Cibele Botelho (Directora Musical)
- Pr Henry Feyerabend (1º Tenor)
- Pr Luiz Mota (2º Tenor)
- Pr Joel Sarli (Barítono)
- Samuel Campos (Bajo)

Segunda (Junio de 1965 a Junio de 1966):
- Pr Roberto Rabello (Orador)
- Cibele Botelho (Directora Musical)
- Pr Henry Feyerabend (1º Tenor)
- Pr Davi Rocha (2º Tenor)
- Pr Walter Boger (Barítono)
- Nilo Ramos (Bajo)

Tercera (Marzo de 1967 a Julio de 1968):
- Pr Roberto Rabello (Orador)
- Iraci Botelho (Directora musical)
- Pr Henry Feyerabend (1º Tenor)
- Pr Davi Rocha (2º Tenor)
- Pr Walter Boger (Barítono)
- Pr Roberto Conrad Hijo (Bajo)

Cuarta (Julio de 1968 a Diciembre de 1969):
- Pr Roberto Rabello (Orador)
- Iraci Botelho (Directora musical)
- Maestro Waldemar Wensell (Director musical)
- Eclair Cruz (1º Tenor)
- Pr Malton Braff (2º Tenor)
- Pr Wesley Blevins (Barítono)
- Pr Roberto Conrad Hijo (Bajo)

Quinta (Marzo de 1970 a Diciembre de 1971):
- Pr Roberto Rabello (Orador)
- Maestro Waldemar Wensell (Director musical)
- Eclair Cruz (1º Tenor)
- Pr Malton Braff (2º Tenor)
- Ênis Rockel (Barítono)
- Pr Roberto Conrad Hijo (Bajo)

Sexta (Enero de 1972 a Septiembre de 1975):
- Pr Roberto Rabello (Orador)
- Alexandre Reichert Hijo (Director musical)
- Eclair Cruz (1º Tenor)
- Pr Melchiades Soares (2º Tenor)
- Pr Wilson Almeida (Barítono)
- Pr Roberto Conrad Hijo (Bajo)

Séptima (Enero de 1979 a Julio de 1980):
- Pr Roberto Conrad Hijo (Orador)
- Alexandre Reichert Hijo (Director musical)
- Josué Navarrete (1º Tenor)
- Ademar Penteado (2º Tenor)
- Pr Francisco Gonçalves (Barítono)
- Pr Roberto Conrad Hijo (Bajo)

Octava (Julio de 1980 a Diciembre de 1980):
- Pr Roberto Conrad Hijo (Orador)
- Alexandre Reichert Hijo (Director musical)
- Josué Navarrete (1º Tenor)
- Ademar Penteado (2º Tenor)
- Pr Wilson Almeida (Barítono)
- Pr Roberto Conrad Hijo (Bajo)

Novena (Junio de 1981):
- Pr Roberto Conrad Hijo (Orador)
- Eli Prates (Director musical)
- Josué Navarrete (1º Tenor)
- Ademar Penteado (2º Tenor)
- Sérgio Abbud (Barítono)
- Pr Ivalter Souza (Bajo)

Décima (Marzo a Agosto de 1982):
- Pr Roberto Conrad Hijo (Orador)
- Pedro Carvalho (Director musical)
- Osmar Rosa (1º Tenor)
- Ademar Penteado (2º Tenor)
- Sérgio Abbud (Barítono)
- Pr Ivalter Souza (Bajo)

Décima Primera (1983):
- Pr Roberto Conrad Hijo (Orador)
- Pedro Carvalho (Director musical)
- Pr Décio Borges (1º Tenor)
- Ademar Penteado (2º Tenor)
- Sérgio Abbud (Barítono)
- Pr Ivalter Souza (Bajo)

Décima Segunda (1984):
- Pr Roberto Conrad Hijo (Orador)
- Pr Jader Santos (Director musical)
- Pr Décio Borges (1º Tenor)
- Pr Josué de Castro (2º Tenor)
- Sérgio Abbud (Barítono)
- Pr Ivalter Souza (Bajo)

Décima Tercera (Enero de 1985 a Julio de 1987):
- Pr Roberto Conrad Hijo (Orador)
- Pr Jader Santos (Director musical)
- Eclair Cruz (1º Tenor)
- Pr Josué de Castro (2º Tenor)
- Maestro Evaldo Vicente (Barítono)
- Pr Erlo Braun (Bajo)

Décima Cuarta (1988 a 1990):
- Pr Roberto Conrad Hijo (Orador)
- Pr Jader Santos (Director musical)
- Eclair Cruz (1º Tenor)
- Pr Josué de Castro (2º Tenor)
- Pr Fernando Iglesias (Barítono)
- Pr Erlo Braun (Bajo)

Décima Quinta (Julio de 1991 a Febrero de 1992):
- Pr Hélio Carnassale (Orador)
- Pr Williams Costa Jr. (Director musical)
- Pr Dermival Reis (1º Tenor)
- Pr Josué de Castro (2º Tenor)
- Pr Fernando Iglesias (Barítono)
- Pr Erlo Braun (Bajo)

Décima Sexta (1993 a 1995):
- Pr Ronaldo de Oliveira (Orador)
- Pr Jader Santos (Director musical)
- Pr Dermival Reis (1º Tenor)
- Pr Josué de Castro (2º Tenor)
- Pr Fernando Iglesias (Barítono)
- Maestro Juan Salazar (Bajo)

Décima Séptima (Julio de 1996 a Mayo de 2001):
- Pr Ronaldo de Oliveira (Orador)
- Pr Assad Bechara (Orador)
- Pr Neumoel Stina (Orador)
- Pr Jader Santos (Director musical)
- Dênio Abreu (1º Tenor)
- Pr Társis Iraídes (2º Tenor)
- Pr Jeferson Tavares (Barítono)
- Ronaldo Fagundes (Bajo)

Décima Octava (Junio de 2001 a Noviembre de 2001):
- Pr Neumoel Stina (Orador)
- Maestro Flávio Santos (Director musical)
- José Barbalho (1º Tenor)
- Pr Társis Iraídes (2º Tenor)
- Pr Jeferson Tavares (Barítono)
- Ronaldo Fagundes (Bajo)

Décima Novena (Diciembre de 2001 a Febrero de 2002):
- Pr Neumoel Stina (Orador)
- Maestro Flávio Santos (Director musical)
- José Barbalho (1º Tenor)
- Pr Társis Iraídes (2º Tenor)
- Élson Gollub (Barítono)
- Alan Fernandes (Bajo)

Vigésima (Marzo de 2002):
- Pr Neumoel Stina (Orador)
- Maestro Flávio Santos (Director musical)
- José Barbalho (1º Tenor)
- Pr Társis Iraídes (2º Tenor)
- Élson Gollub (Barítono)
- Ronaldo Fagundes (Bajo)

Vigésima Primera (Marzo de 2002 a Diciembre de 2004):
- Pr Neumoel Stina (Orador)
- Pr Montano de Barros (Orador)
- Maestro Kléber Augusto (Director musical)
- José Barbalho (1º Tenor)
- Pr Társis Iraídes (2º Tenor)
- Élson Gollub (Barítono)
- Ronaldo Fagundes (Bajo)

Vigésima Segunda (Enero de 2005 a Diciembre de 2006):
- Pr Montano de Barros (Orador)
- Maestro Silmar Correia (Director musical)
- Alexandre Lima (1º Tenor)
- Pr Jônatas Ferreira (2º Tenor)
- Élson Gollub (Barítono)
- Pr Milton Andrade (Bajo)

Vigésima Tercera (Enero de 2007 a Octubre de 2007):
- Pr Fernando Iglesias (Orador)
- Maestro Ricardo Martins (Director musical)
- Éverson Fuckner (1º Tenor)
- Felipe Valente (2º Tenor)
- Élson Gollub (Barítono)
- Pr Milton Andrade (Bajo)

Vigésima Cuarta (Octubre de 2007 a Febrero de 2008):
- Pr Fernando Iglesias (Orador)
- Maestro Ricardo Martins (Director musical)
- Éverson Fuckner (1º Tenor)
- Jairo Ribeiro (2º Tenor)
- Élson Gollub (Barítono)
- Pr Milton Andrade (Bajo)

Vigésima Quinta (Febrero de 2008 a Julio de 2008):
- Pr Fernando Iglesias (Orador)
- Maestro Ricardo Martins (Director musical)
- Pr Ozéias Reis (1º Tenor)
- Jairo Ribeiro (2º Tenor)
- Élson Gollub (Barítono)
- Pr Milton Andrade (Bajo)

Vigésima Sexta (Agosto de 2008 a Diciembre de 2009):
- Pr Fernando Iglesias (Orador)
- Maestro Ricardo Martins (Director musical)
- Pr Ozéias Reis (1º Tenor)
- Pr Társis Iraídes (2º Tenor)
- Élson Gollub (Barítono)
- Pr Milton Andrade (Bajo)

Vigésima Séptima (Enero de 2010 a Julio de 2015):
- Pr Fernando Iglesias (Orador)
- Pr Ivan Saraiva (Orador)
- Maestro Ricardo Martins (Director Musical)
- Pr Ozéias Reis (1º Tenor)
- Pr Társis Iraídes (2º Tenor)
- Pr Jairo Souza (Barítono)
- Pr Milton Andrade (Bajo)

Vigésima Octava (Julio de 2015 a Agosto de 2015):
- Pr Ivan Saraiva (Orador)
- Maestro Ricardo Martins (Director Musical)
- Fernando Silva (1º Tenor)
- Pr Társis Iraídes (2º Tenor)
- Pr Dênis Versiani (Barítono)
- Pr Milton Andrade (Bajo)

Vigésima Novena (Agosto de 2015-(Enero de 2018:
- Pr Ivan Saraiva (Orador)
- Pr Jader Santos (Director Musical)
- Fernando Silva (1º Tenor)
- Pr Társis Iraídes (2º Tenor)
- Pr Dênis Versiani (Barítono)
- Pr Milton Andrade (Bajo)

Trigésima (Enero de 2018-presente):
- Pr Gilson Brito (Orador)
- Pr Jader Santos (Director Musical)
- Fernando Santos (1º Tenor)
- Pr Fernando Menezes (2º Tenor)
- Pr Dênis Versiani (Barítono)
- Pr Robson Rocha (Bajo)

## Discografía
- Hei de Estar na Alvorada (1963)
- Lieder für den Feierabend (1963)
- Música Celeste (1964)
- Getsêmani (1964)
- A Bíblia de Mamãe (1964)
- O Rapaz Davi (1964)
- Caminhando (1966)
- A través do Brasil (1967)
- Jubileu de Prata (1968)
- Pai Nosso (1969)
- Em "Spirituals" (1969)
- Cantam Para a Mocidade (1969)
- Pensando em Ti (1970)
- Seleçao (1971)
- Minha Carruagem (1971)
- O Filho Pródigo (1973)
- Cantam Para as Crianças (1974)
- Não Ando Só (1974)
- Aqui Chegamos Pela Fé (1975)
- Especial (1975)
- Paz (1979)
- Não Desistir (1979)
- Jesus Vem Logo (1980)
- Satisfação ao vivo em Sorocaba (1983)
- Deus Quer Alguém... (1984)
- Sou um Milagre (1987)
- Habita em Mim (1988)
- Quem os Criou? (1988)
- Felicidade sem Fim (1990)
- We Are Just Like One (1990)
- Em Nome de Jesus (1991)
- Celebração (1993)
- Começando Aqui (1995)
- Se Ele Não For o Primeiro... (1997)
- Redescobrindo (1970)
- A Cappella (1998)
- Eu Não Sou Mais Eu (1999)
- Clube Amigos da Voz: Volume 1: Palavras Doces Para Pessoas Feridas (1999)
- Chegou a Hora! (2000)
- En Español (2001)
- Amigos da Voz II: A Hora do Embarque (2001)
- Por que, ó Pai? (2002)
- Hinos do Nosso Tempo (2003)
- Amigos da Voz III: Um Vencedor (2003)
- Pra Baixinhos & Grandões (2004)
- Fogo Divino (2004)
- Aqui é Seu Lugar (2006)
- Cantamos o Amor de Deus (2007)
- Vale a Pena Esperar (2008)
- Vale la Pena Esperar (2009)
- O Dia, Enfim, Chegou! (2010)
- ¡El Día, al fin, Llegó¡ (2011)
- Ainda Existe Graça (2012)
- 360°  Ao Vivo (Portugués) (2014)
- O Tempo de Deus (2015)
- Tudo Novo (2016)
- Amor e Graça (2020)